# Crique à David
Crique à David är ett vattendrag i Kanada.   Det ligger i provinsen Québec, i den sydöstra delen av landet, 190 km nordost om huvudstaden Ottawa.
I omgivningarna runt Crique à David växer i huvudsak blandskog. Runt Crique à David är det ganska glesbefolkat, med 35 invånare per kvadratkilometer.